# Distretto di Huaranchal
Il distretto di  Huaranchal è uno dei dieci distretti della provincia di Otuzco, in Perù. Si trova nella regione di La Libertad e si estende su una superficie di  149,65 chilometri quadrati.